# Colin Trevorrow
Colin T. Trevorrow (født 13. september 1976 i San Francisco) er en amerikansk filminstruktør og manuskriptforfatter. Han indledte sin karriere i 2002 med at skrive og instruere kortfilmen Home Base, der ti år efter var blevet set over 20 mio. gange på internettet. I 2012 fik han et gennembrud som instruktør på spillefilmen Safety Not Guaranteed om en tidsrejse. I 2015 instruerede han blockbuster-filmen Jurassic World efter et manuskript af ham selv og Derek Connolly. De har også skrevet manuskript til efterfølgeren Jurassic World 2, der er sat til at få premiere i 2018, og som Colin Trevorrow desuden vil være producent på sammen med Steven Spielberg. Colin Trevorrow skulle desuden have været instruktør på science fiction-filmen Star Wars Episode IX, der er sat til at få premiere i 2019, men han forlod projektet i 2017 som følge af kreative uoverensstemmelser.